# Vizcaya-híd
A Vizcaya-híd (spanyolul Puente Colgante de Vizcaya, baszkul Zubi Esekia vagy Bizkaiko Zubia) Bilbao külső kikötőjében, Portugalete-ben, a baszk nagyváros központjától 13 km-re található. A legidősebb függőhíd a világon, de még ma is forgalmi célokra használják. Évente körülbelül 6 millióan kelnek át rajta. Mestere Alberto de Palacio y Elissague építész volt. A két 61 méter magas torony között 45 méter magasban és 160 méter hosszan elhelyezkedő alkotás a bilbaói ria (Ría de Bilbao) felett ível át. A bal parton elhelyezkedő Portugalete és a jobb parti Getxo (sp. Guecho) helységeket köti össze a Nervión folyó tölcsértorkolatában, a Vizcayai-öbölben. 1893. július 28-án avatták fel és adták át a forgalomnak. Több néven is ismertté vált a köztudatban. Hivatalos neve Puente Transbordador de Vizcaya, de egyszerűen Puente Colgante-ként is emlegetik.

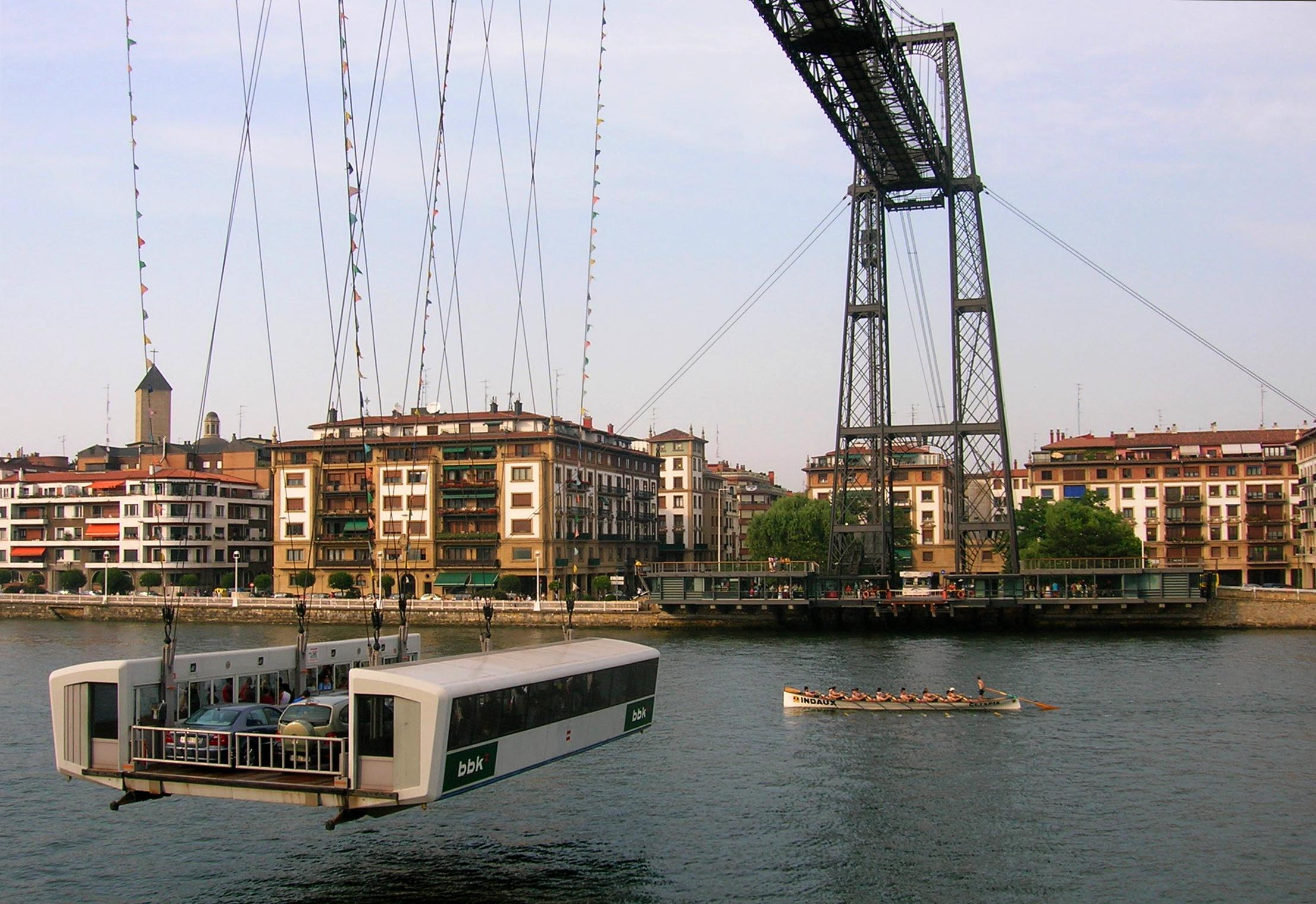
Átkelés

A híd működése

A híd forradalmi építményként hatott születésének korszakában, mivel ez volt az első olyan függőhíd, mely – köszönhetően egy, a két part között közlekedő szállítókompnak – nem akadályozta a hajóközlekedés zavartalanságát. Ezt a technikát később más hidak építésénél is alkalmazták Európában, Amerikában és Afrikában is.
A Puente Colgante-t 2005 januárjában terjesztette fel a Spanyol Kulturális Minisztérium, és a következő évben vált az UNESCO világörökség részévé. 37 pályázó közül választották ki erre a címre Vilniusban, a szervezet 30. ülésén, 2006. július 13-án. A cím indoklása:
A Vizcaya-híd Spanyolország első történelmi ipari műemléke a technikai kreativitást jelenti, mely a tökéletes funkcionalitást az esztétikai igényekkel kombinálva reprezentálja. Ugyancsak nagy jelentőségűnek tekintette az UNESCO az építmény későbbi hídépítészetre gyakorolt hatását.
A híd mai üzemeltetője az El Transbordador de Bizkaia, S.L. társaság. Kompja a nap 24 órájában, egész esztendőben folyamatosan működik.
Egyéb díjai:
- Europa Nostra-díj birtokosa 2002-től a Kulturális Örökség megőrzéséért.
- Az üzemeltető vállalat 2000-ben "Con mucho gusto"-díjat kapott a Baszk Kormánytól – mint a legjobb idegenforgalmi vállalat a tartományban.